# Mohammeds Abschiedspredigt
Mohammeds Abschiedspredigt (arabisch خُطْبَةُ الوَدَاع, Khuṭbatu l-Wadāʿ), auch bekannt als „Mohammeds Schlusspredigt“ oder „Letzte Predigt“, ist eine religiöse Rede, gehalten vom islamischen Propheten Muhammad am Freitag, dem 9. Dhū l-Hiddscha, 10 AH (6. März 632) im Urana-Tal des Berges ʿArafāt, während der Abschiedswallfahrt, Mohammeds letzten Haddsch (islamische Pilgerfahrt).
Der islamische Gelehrte Al-Bukhari zitiert einen Teil dieser Predigt in seinen Hadith-Sammlungen „Sahih al-Bukhari“, ein Teil ist auch in Sahih Muslim und Sunan Abu Dawood zu finden. Es wird angenommen, dass der dritte Vers der Sure al-Māʾida, (deutsch „Heute habe ich für euch eure Religion vervollkommnet [...]“) während der Predigt als Schlussvers des Koran geoffenbart wurde.
Es wurden verschiedene Versionen der Predigt veröffentlicht, darunter mehrere englische Übersetzungen. Die Predigt besteht aus einer Reihe allgemeiner Ermahnungen an Muslime, den Lehren zu folgen, wie sie im Koran dargelegt und von Mohammeds Familie, den Ahl al-bait, vorgelebt wurden.

## Berichte in der Hadith-Literatur
In einem längeren Hadith, der sowohl in den Hadith-Sammlungen Sahih Muslim, Sunan Abi Dawood als auch Sunan Ibn Majah zu finden ist, erzählte Jabir ibn Abd Allah Einzelheiten von Mohammeds Pilgerfahrt und berichtete über die folgenden Worte seiner Predigt:

### Sahih Muslim Buch 15, Hadith 159
„Ja'far b.  Mohammed berichtete unter Berufung auf seinen Vater:
Wir gingen zu Jabir b. Abdullah und er begannen, sich nach den Leuten zu erkundigen (die ihn besucht hatten), bis ich an der Reihe war. Ich sagte: Ich bin Muhammad b. 'Ali b.  Husain.  […] Ich sagte zu ihm: Erzähl mir vom Hadsch des Gesandten Allahs (Friede sei mit ihm).  Und er zeigte mit seiner Hand auf die Neun und sagte dann:
[…] Der Gesandte Allahs […] ging in das Tal und sagte zu den Menschen:
Wahrlich, euer Blut, euer Eigentum sind so heilig und unantastbar wie die Heiligkeit dieses Tages, dieses Monats, dieser Stadt. Sehet an!  Alles, was mit den Tagen der Unwissenheit zu tun hat, ist unter meinen Füßen vollständig abgeschafft. Abgeschafft sind auch die Blutrachen der Tage der Unwissenheit. Unser erster Anspruch auf Blutrache, den ich aufhebe, ist der des Sohnes von Rabi'a b.  al-Harith, der im Stamm Sa'd aufgezogen und von Hudhail getötet wurde. Und der Wucher der vorislamischen Zeit ist abgeschafft, und der erste unserer Wucher, den ich abschaffe, ist der von 'Abbas b. 'Abd al-Muttalib, denn es ist alles abgeschafft. Fürchtet Allah in Bezug auf die Frauen! Wahrlich, ihr habt sie mit der Sicherheit Allahs aufgenommen, und der Verkehr mit ihnen wurde euch durch die Worte Allahs erlaubt. Ihr habt auch Rechte ihnen gegenüber, und sie sollen nicht zulassen, dass jemand auf eurem Bette sitzt, den ihr nicht mögt. Aber wenn sie das tun, könnt ihr sie bestrafen, aber nicht streng. Ihr Recht gegenüber euch besteht darin, dass ihr sie in angemessener Weise mit Nahrung und Kleidung versorgen müsst. Ich habe das Buch Allahs unter euch gelassen, und wenn ihr daran festhaltet, werdet ihr niemals in die Irre gehen. Und ihr werdet nach mir gefragt werden (am Tag der Auferstehung), (nun sagt mir), was werdet ihr sagen? Sie (das Publikum) sagten: Wir werden bezeugen, dass du uns (die Botschaft) übermittelt, (den Dienst des Prophetentums) erfüllt und weise (aufrichtige) Ratschläge gegeben hast. Er (der Erzähler) sagte: Dann hob er (der Heilige Prophet) seinen Zeigefinger zum Himmel und zeigte auf die Menschen (und sagte): ‚O Allah, sei Zeuge. O Allah, sei Zeuge‘, und er sagte es dreimal.“

## Bericht des Historikers Ibn Ishaq
Ein Bericht über die Predigt wurde vom frühen Historiker Ibn Ishaq zusammengestellt und mit geringfügigen Abweichungen in Ibn Hischāms as-Sīra an-Nabawīya und at-Tabarīs Tarikh (deutsch: "Geschichte der Propheten und Könige") zitiert.  Die Erzählung wurde von I. K. Poonawala in The History of al-Tabari, Bd. 1, übersetzt.  IX: Die letzten Jahre des Propheten (1990), wie folgt:

„Ibn Humayd – Salamah – Ibn Isḥāq – ʿAbdallāh b. Abī Naǧīḥ: Dann begann der Gesandte Gottes seine Pilgerreise, zeigte den Menschen ihre Riten und lehrte sie ihre Bräuche. Dann wandte er sich in einer Rede an sie und erläuterte [bestimmte Dinge]. Nachdem er Gott gepriesen und verherrlicht hatte, sagte er: ‚O Volk, hört auf meine Worte. Ich weiß nicht, ob ich euch nach diesem Jahr jemals wieder an diesem Ort treffen werde. O Volk, euer Blut und euer Eigentum sind bis zu euch unantastbar. Begegne deinem Herrn, so wie dieser Tag und dieser Monat von dir heilig sind, und Er wird dich über deine Taten befragen. Wer ein Versprechen hat, soll es ihm zurückgeben  Einer, der es ihm anvertraut hat; aber dein Kapital gehört dir nicht, und Gott hat beschlossen, dass es keinen Wucher geben wird, und der Wucher von 'Abbās b. Muṭṭalib wird abgeschafft, alles Blut, das in der vorislamischen Zeit vergossen wurde, soll nicht gerächt werden. Der erste derartige Anspruch ist der von Rabi'ah ibn al-Harith wurde von den Banū Layth aufgezogen und von den Banū Hudhayl getötet. Es ist das erste Blutvergießen in den vorislamischen Tagen, mit dem ich ein Beispiel geben werde, in der Tat verzweifelt Satan daran, jemals in diesem Land angebetet zu werden. Er wird jedoch erfreut sein, wenn ihm in einer anderen Sache gehorcht wird, in Dingen, die Sie kleinreden. Hütet euch also vor ihm in eurer Religion, oh Volk. Das Einsetzen eines Monats ist eine Zunahme des Unglaubens, wodurch die Ungläubigen in die Irre gehen. In einem Jahr entweihen sie es und in einem anderen heiligen sie es, um mit der Zahl übereinzustimmen, die Gott geheiligt hat, und so entweihen, was Gott geheiligt hat, und zu heiligen, was Gott entweiht hat. Die Zeit hat ihren Zyklus vollendet [und ist] so wie an dem Tag, als Gott die Himmel und die Erde erschuf. Die Zahl der Monate bei Gott beträgt zwölf: [sie waren] im Buch Gottes an dem Tag, an dem Er die Himmel und die Erde erschuf. Vier von ihnen sind heilig, die drei aufeinanderfolgenden [Monate] und der Rajab [der Monat genannt wird] Muḍar, der zwischen Jumādā [II] und Sha'bān liegt.‘ ‚Nun, oh Leute, ihr habt ein Recht darauf  deine Frauen und sie haben ein Recht auf dich.  Du hast [das Recht], dass sie niemanden, den du nicht magst, auf deine Betten treten lassen;  und dass sie keine offene Unanständigkeit (fāḥishah) begehen sollten. Wenn sie es tun, dann erlaubt Gott Ihnen, sie in getrennten Räumen einzusperren und sie zu schlagen, aber nicht hart. Wenn sie sich des Bösen enthalten, haben sie das Recht auf ihre Nahrung und Kleidung gemäß der Sitte (bi’l-ma‘rūf). Behandle die Frauen gut, denn sie sind bei dir wie Haustiere (ʿawānin) und besitzen nichts für sich. Du hast sie nur als ein Vertrauen von Gott angenommen und den Genuss ihrer Personen durch das Wort Gottes rechtmäßig gemacht, also verstehe und höre auf meine Worte, oh Volk. Ich habe die Botschaft übermittelt und Ihnen etwas hinterlassen, an dem Sie niemals in die Irre gehen werden, wenn Sie daran festhalten: nämlich das Buch Gottes und die Sunna seines Propheten.  Hört auf meine Worte, oh Volk, denn ich habe die Botschaft übermittelt und verstehe sie.  Wisse mit Sicherheit, dass jeder Muslim der Bruder eines anderen Muslims ist und dass alle Muslime Brüder sind. Es ist einem Menschen nicht erlaubt, von seinem Bruder etwas zu nehmen, außer das, was er ihm freiwillig gegeben hat. Tut euch also kein Unrecht. O Gott, habe ich die Botschaft nicht übermittelt?‘ Es wurde mir berichtet, dass die Menschen sagten: ‚O Gott, ja‘, und der Gesandte Gottes sagte: ‚O Gott, bezeuge.‘“

Die Predigt wird auch von Alfred Guillaume in The Life of Muhammad: A Translation of Isḥāq's Sīrat Rasūl Allah (1955) übersetzt, das auf dem Werk von Ibn Hisham basiert. Poonawala unterscheidet sich hinsichtlich der Bedeutung nicht wesentlich von Guillaume, aber bemerkenswerte Unterschiede bestehen in seiner Übersetzung von bi'l-ma'rūf als „mit Brauch“ und „awān“ als „Haustiere“, während Guillaume die Passage als „Wenn sie“ übersetzt  Unterlassen Sie diese Dinge, sie haben das Recht auf ihre Nahrung und Kleidung mit Freundlichkeit. Erteilen Sie den Frauen gütige Gebote, denn sie sind Gefangene, und Sie haben keine Kontrolle über ihre Personen. Rizwi Faizer gab in ihrer Übersetzung von al-Wāqidī Leben Mohammeds dieselbe Passage wieder wie: „Behandle Frauen gut, denn sie sind an dich gebunden und von dir abhängig.“
Ibn Ishaq berichtet auch über die Art und Weise, wie die Predigt gehalten wurde:

„Ibn Humayd – Salamah – Muḥammad b.  Isḥāq – Yaḥya b.  ‘Abbād b.  ‘Abdallah geb.  al-Zubayr – sein Vater ‚Abbād: Der Mann, der dem Volk die Worte des Gesandten Gottes laut wiederholte, war, als er auf ‚Arafah war, Rabī‘ah b.  Umayyah geb.  Chalaf.  Der Gesandte Gottes würde zu ihm sagen.  „Sprich: O Leute, sagt der Gesandte Gottes, wisst ihr, welcher Monat das ist?“  und sie würden sagen: „Der heilige Monat.“  Dann würde er sagen: „Sag ihnen: Gott hat euer Blut und euer Eigentum heilig gemacht, bis ihr eurem Herrn begegnet, wie die Heiligkeit dieses eures Monats.“  Dann sagte er [zu ihm]: „Sprich: Der Gesandte Gottes sagt: O Volk, wisst ihr, welches Land das ist?“  Rabī‘ah rief laut und sie sagten: „Das Heilige Land.“  Er würde sagen: „Sprich: Gott hat dein Blut und deinen Besitz geheiligt, bis du deinem Herrn begegnest wie die Heiligkeit deines Landes.“  Dann sagte er: „Sagt: O Leute, wisst ihr, welcher Tag heute ist?“  Rabī‘ah wiederholte ihnen dies und sie sagten: „Der Tag der größeren Pilgerreise.“  Er sagte: „Sprich: Gott hat dein Blut und dein Eigentum heilig gemacht, bis du deinem Herrn begegnest, wie die Heiligkeit dieses Tages.““

## Bericht von Al-Jahiz
al-Dschāhiz präsentiert im Kitāb al-Bayān wa-al-Tabyīn (deutsch: "Das Buch zu Redegewandtheit und Darlegung") den folgenden Text der Abschiedspredigt, der auch im Musnad von Imam Ahmad (Hadith Nr. 19774) erwähnt wird, übersetzt und kommentiert von Nuh Ha Mim Keller:

„Alles Lob gebührt Allah, wir loben Ihn und bitten Ihn um Hilfe und Vergebung. Wir suchen Zuflucht bei Allah vorunserem eigenen Übel und unseren schlechten Taten. Wen Allah rechtleitet, für den gibt es keine Irreführung, und wen Er irreführt, für den gibt es keine Rechtleitung. Ich bezeuge, dass es keine Gottheit gibt, außer Allah, dem Einzigen, Der keinen Teilhaber hat, und ich bezeuge, dass Muhammad Sein Diener und Gesandter ist. Ich ermahne euch, oh Diener Allahs, gottesfürchtig gegenüber Allah zu sein, ich ermahne euch, Ihm zu gehorchen, und ich beginne mit dem, was am besten ist.
Zu Beginn: O Leute, hört mir gut zu: Ich erkläre es euch.  Denn ich weiß es nicht;  Es ist durchaus möglich, dass ich Sie nach diesem Jahr an diesem Ort, an dem ich jetzt stehe, nicht mehr wiedersehen werde.
O Leute: Euer Leben und euer Eigentum sind bis zu dem Tag, an dem ihr eurem Herrn begegnet, füreinander ebenso unantastbar wie die Unantastbarkeit dieses Tages, in dem ihr euch jetzt befindet, und des Monats, in dem ihr euch jetzt befindet. Habe ich die Botschaft gegeben? –  O Allah, sei mein Zeuge.  Wer also etwas zur Aufbewahrung gegeben hat, soll es dem zurückgeben, der es ihm gegeben hat.
Wahrlich, der Wucher der Ära der Unwissenheit wurde für immer beiseite gelegt, und der erste Wucher, mit dem ich beginne, ist der, der dem Bruder meines Vaters, Abbas ibn Abd al-Muttalib, zusteht.  Und wahrlich, die Blutrache des Zeitalters der Unwissenheit wurde für immer beiseite gelegt, und die erste Blutrache, mit der wir beginnen werden, ist die, die für das Blut von [meinem Verwandten] 'Amir ibn Rabi'a ibn Harith ibn' gebührt.  Abd al-Muttalib.  Wahrlich, die erblichen Auszeichnungen, die im Zeitalter der Unwissenheit angeblich respektiert wurden, wurden für immer abgeschafft, mit Ausnahme der Bewachung der Kaaba [von Bani 'Abd al-Dar] und der Abgabe von Getränken an Pilger [von al-'Abbas  ].
Ein vorsätzlicher Mord kann mit Sachstrafen geahndet werden.  Ein Unfalltod durch eine vorsätzliche Verletzung bedeutet einen Tod durch [etwas, das normalerweise nicht als tödliche Waffe verwendet oder gedacht ist, wie z. B.] einen Stock oder einen Stein, für den die Entschädigung einhundert Kamele beträgt: Wer mehr verlangt, ist eine Person des  Ära der Unwissenheit.
O Volk, der Teufel hat daran gezweifelt, jemals in eurem Land angebetet zu werden, obwohl er damit zufrieden ist, dass man ihm bei anderen euren Taten, die ihr für unwichtig erachtet, gehorcht.
O Leute: Die Unverletzlichkeit eines heiligen Monats zu verschieben [die Behauptung, das Tötungsverbot in diesem Monat auf einen folgenden Monat zu verschieben, um den Krieg fortzusetzen, obwohl der heilige Monat bereits angekommen ist], ist ein Übermaß an Unglauben, von dem diejenigen, die ungläubig sind, geleitet werden  in die Irre gehen und es in einem Jahr rechtmäßig und in einem anderen ungesetzlich machen, um der Anzahl [der Monate] zu entsprechen, die Allah unverletzlich gemacht hat.  Die Zeit ist wahrlich angebrochen, bis zu dem Tag, an dem Allah die Himmel und die Erde erschuf.  Es gibt vier Monate, die unantastbar sind, drei in Folge und für sich allein: Dhul Qa‘da, Dhul Hijja und Muharram;  und Rajab, das zwischen Jumada und Sha‘ban liegt.  Habe ich die Botschaft gegeben? – O Allah, sei mein Zeuge.
O Leute, die Gläubigen sind nur Brüder.  Niemand darf das Eigentum seines Bruders ohne seine volle Zustimmung nehmen.  Habe ich die Botschaft gegeben? – O Allah, sei mein Zeuge.  Werden Sie nie wieder Ungläubige und schlagen Sie sich gegenseitig auf den Hals, denn wahrlich, ich habe unter Ihnen das hinterlassen, was Sie, wenn Sie es nehmen, niemals hinter mir herlaufen werden: das Buch Allahs.  Habe ich die Botschaft gegeben? – O Allah, sei mein Zeuge.
O Volk, euer Herr ist einer, und euer Vater ist einer. Ihr seid alle von Adam, und Adam war von der Erde.  Der Edelste von euch in Allahs Augen ist der Gottesfürchtigste: Araber haben gegenüber Nicht-Arabern keinen anderen Vorzug als Gottesfurcht.  Habe ich die Botschaft gegeben? – O Allah, sei mein Zeuge.  – Daraufhin sagten sie ja.
Er sagte: Dann soll der Anwesende dem Abwesenden sagen, wer da ist.
O Volk, Allah hat jedem würdigen Erben seinen Anteil am Nachlass zugeteilt, und kein würdiger Erbe darf ein besonderes Vermächtnis annehmen, und kein besonderes Vermächtnis darf ein Drittel des Nachlasses überschreiten.  Die Abstammungslinie eines Kindes ist die des [Ehemanns, dem das Bett gehört], und Ehebrecher sollen gesteinigt werden.  Wer behauptet, der Sohn von jemandem zu sein, der nicht sein Vater ist, oder ein Knecht, der behauptet, zu jemand anderem als seinen Herren zu gehören, soll den Fluch Allahs, der Engel und aller Menschen tragen. Von ihm darf weder eine Ablenkung noch ein Lösegeld dafür angenommen werden.
Und Friede sei mit euch allen und die Barmherzigkeit Allahs.“

## Darstellung in westlichen Medien
Laut Hartmut Bobzin ist es schwierig diese Predigt zuverlässig zu rekonstruieren.
Sehr detailliert wird im Teil drei der Dokumentation "Das Leben von Mohammed" (englischer Originaltitel: The Life of Muhammad) von BBC Two, die von Rageh Omaar moderiert wird, auf die Abschiedspredigt eingegangen.
Es heißt dort:

„[…] In diesem Jahr kam er zum letzten Mal nach Mekka, unternahm seine erste und einzige Pilgerfahrt und hielt die sogenannte Abschiedspredigt. Er saß hier auf einem Kamel in der Ebene von Arafat und sprach mit strategisch platzierten Ansagern zu einer großen Menschenmenge.
Es war eine zutiefst emotionale Rede, in der Mohammed mit seinen eigenen Worten zusammenfasste, was er und seine Anhänger seiner Meinung nach erreicht hatten.
'O Volk, schenkt mir ein aufmerksames Ohr, denn ich weiß nicht, ob ich nach diesem Jahr jemals wieder unter euch sein werde. Hört  deshalb aufmerksam zu, was ich sage, und bringt diese Worte denjenigen, die heute nicht hier sein konnten.'“

Abdur Raheem Green, der Vorsitzender der iERA, einer islamischen Bildungs- und Forschungsakademie, sagt in dieser Dokumentation:

„In der Schlusspredigt sieht man diese herzliche Bitte des Propheten, die Muslime vor bestimmten Dingen zu warnen und sie zu bestimmten Dingen zu beraten. Man kann seine Sorgen um die Zukunft der Muslime erkennen und dass diese Worte etwas sind, das sie zur Kenntnis nehmen und an dem sie festhalten sollten und das ihnen bewusst sein sollte, denn hier geht es um eine sehr, sehr wichtige Botschaft für jeden Muslim.“

Ferner wird auch John L. Esposito, einem Professor für Islamische Studien an der Georgetown University in Washington D.C., zitiert, dass der Prophet in dieser Rede sagte:

„Denkt daran, was Gottes früheste Botschaft an Abraham war, an Adam, Moses, Jesus usw. Und denkt daran, dass die einzig wahre Realität, die ultimative Realität, der einzig wahre Gott ist und dass Gott der Schöpfer, Erhalter und Richter des Universums ist.“

Die Autorin Karen Armstrong erklärt dazu:

„Er sagt, dass alle Menschen eins sind.
Gott hat sie aus dem Stammesdenken des Heidentums und seinem Stolz auf Ihre Vorfahren herausgerufen. Aber denkt daran, alle Menschen stammen von Adam ab. Und Adam entstand aus Staub und er zitierte dann diese Worte aus dem Koran, die wirklich zu unserer Zeit sprechen. 'Oh Leute', sagt Gott zur Menschheit, 'Wir haben euch aus einem Mann und einer Frau geformt und euch zu Stämmen und Nationen geformt, damit ihr einander kennenlernen könnt.'
Nicht, um zu kämpfen, zu unterdrücken, zu besetzen, zu bekehren oder zu terrorisieren, sondern um einander kennenzulernen.“

Ferner kommt auch der Autor und Rundfunksprecher Ziauddin Sardar zu Wort:

„Nun, das ist die Zusammenfassung seines Lebens.
Deshalb betont er alle Prinzipien, die er in den letzten 23 Jahren gelehrt hat.  Er sagt zum Beispiel, es gebe keinen Unterschied zwischen Arabern und Nicht-Arabern. Kümmere dich um deine Familie, das ist die Zusammenfassung seines Lebens. Wer nur diese letzte Predigt gelesen hat, erhält die Essenz des Lebens Mohammeds.“

Merryl Wyne Davies, die Direktorin des Muslim Institute in London, fasst zusammen:

„Die letzte Predigt des Propheten legt die Agenda für die moderne, zeitgenössische muslimische Gesellschaft fest, zeigt, wo wir versagt haben.
Und es zeigt, wo wir hinkommen müssen.
Es fasst die transformative Mission zusammen, die das Leben des Propheten ausmachte.“

In der Sendung heißt es weiter:

„Nach seiner Abschiedspilgerreise kehrte Mohammed erschöpft in sein kleines Haus in Medina zurück.
Er hatte Kopfschmerzen und Ohnmachtsanfälle bekommen. Er versuchte, an öffentlichen Gebeten in der Moschee teilzunehmen, wurde aber immer mehr an sein Bett gefesselt, wo Aisha ihn pflegte.
Am 8. Juni 632 starb Mohammed im Haus seiner Frau Aisha.“